# Calliostoma axelolssoni
Calliostoma axelolssoni is een slakkensoort uit de familie van de Calliostomatidae. De wetenschappelijke naam van de soort is voor het eerst geldig gepubliceerd in 1992 door Quinn.